# ساموئل مولاتیری
ساموئل مولاتیری (انگلیسی: Samuele Mulattieri؛ زادهٔ ۷ اکتبر ۲۰۰۰) بازیکن فوتبال اهل ایتالیا است.
وی همچنین در تیم‌های ملی فوتبال زیر ۱۸ سال ایتالیا، زیر ۱۹ سال ایتالیا، و زیر ۲۱ سال ایتالیا بازی کرده‌است.